# Rajčany
Rajčany este o comună slovacă, aflată în districtul Topoľčany din regiunea Nitra. Localitatea se află la altitudinea de 177 m deasupra n.m., se întinde pe o suprafață de 5,86 km2 și în 2017 număra 539 de locuitori.

## Istoric
Localitatea Rajčany este atestată documentar din 1244.

## Demografie
| An:                | 1994 | 2004   | 2014   | 2024   |
| ------------------ | ---- | ------ | ------ | ------ |
| Număr de persoane: | 562  | 574    | 547    | 528    |
| Diferență:         |      | +2,13% | −4,70% | −3,47% |

| An:                | 2023 | 2024 |
| ------------------ | ---- | ---- |
| Număr de persoane: | 528  | 528  |
| Diferență:         |      | +0%  |